# 爸爸爸
《爸爸爸》，韩少功的代表性中篇小说。
韩少功的代表性作品有：中篇小说《爸爸爸》，长篇小说《马桥词典》，短篇小说集《月桥》、《空城》，散文集《面对神圣空阔的世界》、《圣战与游戏》。

## 写作和出版
《爸爸爸》最早在1985年《人民文学》第6期发表。

## 内容
深山有个“鸡头寨”，传说是远古英雄“刑天”的后代。
村里有个孩子“丙崽”，生下来的时候2天没有开眼，不吃不喝，第三天才哇的一声哭出来。
长大后，丙崽是一个长不高、长不大的智障孩子。
丙崽的母亲曾得过“疯病”，丙崽见人就喊“某爸爸”、“某妈妈”。
村里有拿活人祭奠神、巫师看风水的习俗，当砍丙崽的头祭奠神的时候，老天爷打了个雷，巫师认为丙崽不是凡人，就放了他。
巫师认为鸡头寨的风水不好，必须炸掉“鸡公岭”。
大饥荒的时候，丙崽的母亲去山里寻粮食，就没有回来，丙崽砸毁了家里的器物，去寻找母亲。
村里的老弱都主动喝了毒药毒死自己，只留下一些精壮的男人和女人传宗接代，丙崽也喝了毒药，但是没死，他又在喊“爸爸爸”，小孩们越发对他崇拜不已。

## 主题和风格
韩少功用“魔幻现实主义”，用“鸡头寨”代表整个封闭的、落后的、停止进步的“中国”，用“村民”代表整个中国大陆的“中华民族”，用“祭奠神”、“巫师”代表“封建迷信”，讲述了中华民族这种可怕的、愚昧的封建迷信文化，充满着对这个民族面对西方科技发达主导的信息时代，而中华民族仍然没有走出无知、愚昧的“村寨”，表达了他对中华民族未来命运的深深忧虑。